# Zračna luka Novšaher
Zračna luka Novšaher (IATA kod: NSH, ICAO kod: OINN) smještena je kod grada Novšahera u sjevernom dijelu Irana odnosno pokrajini Mazandaran. Nalazi se na nadmorskoj visini od -19 m. Zračna luka ima jednu asfaltiranu uzletno-sletnu stazu dužine 1884 m, a koristi se za tuzemne letove. Vodeći zračni prijevoznik koji nudi redovne letove za Mašhad, Širaz i Teheran-Mehrabad u ovoj zračnoj luci je Iran Aseman Airlines.

## Vanjske poveznice
- (engl.) DAFIF, World Aero Data: OINN  Arhivirana inačica izvorne stranice od 4. ožujka 2016. (Wayback Machine)
- (engl.) DAFIF, Great Circle Mapper: NSH